# Brometo de ferro(III)
Brometo de ferro (III) é o composto de fórmula química FeBr3